# Dunsinane Hill

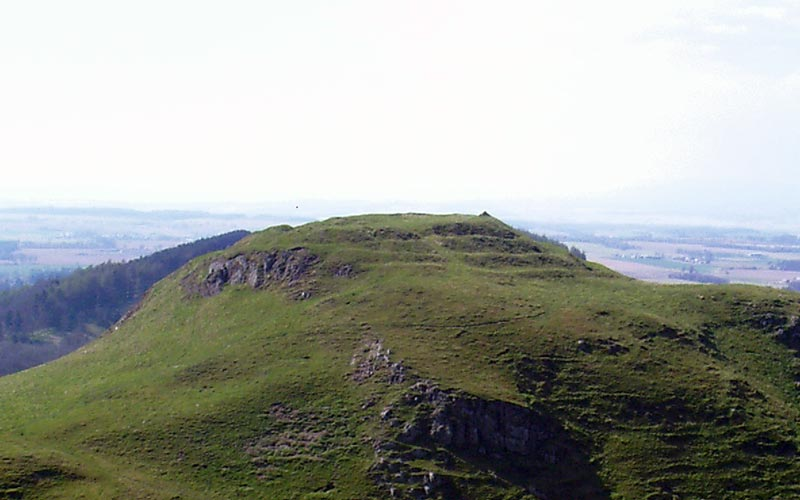
Dunsinane Hill vom Black Hill aus gesehen

Dunsinane Hill ist ein Hügel (englisch hill) in der Sidlaw Range in der Nähe von Collace (Perthshire). Er wird in William Shakespeares Schauspiel Macbeth erwähnt, in welchem Macbeth von einem übernatürlichen Wesen informiert wird: Macbeth wird nie besiegt, bis einst hinan / Der große Birnams-Wald zum Dunsinan / Feindlich emporsteigt.
Der Hügel ist 310 Meter (1020 Fuß) hoch und bietet einen weiten Blick auf die umliegende Landschaft. Er besteht aus einer Wallburg aus der späten Eisenzeit, deren eindrucksvolle Wälle noch immer sichtbar sind. Die Stätte wurde im 19. Jahrhundert durch undokumentierte Amateurausgrabungen durch Altertumsforscher beschädigt, die durch die Verbindung mit Shakespeare von der Stätte angezogen wurden. Aus diesen unwissenschaftlichen Aktivitäten wurde wenig von Wert aus der Geschichte des Denkmals erfahren.
Dunsinane ist der überlieferte Schauplatz einer Schlacht von 1054, in der Siward, Earl of Northumbria, König Macbeth  von Schottland besiegte. Die viel ältere eisenzeitliche Bergfestung ist seit langem als Macbeth’s Castle bekannt, obwohl es keine archäologischen Beweise dafür gibt, dass sie Mitte des 11. Jahrhunderts von ihm oder irgendjemandem benutzt wurde.